# Main-Kinzig-Kreis
Main-Kinzig-Kreis är ett distrikt (Landkreis) i östra delen av det tyska förbundslandet Hessen. Distriktet bildades 1974 genom sammanslagning av flera tidigare distrikt.
1. ↑  GeoNames, 2005, Geonames-ID: 2874242, läs online och läs online.[källa från Wikidata]
2. ↑  hämtat från: tyskspråkiga Wikipedia.[källa från Wikidata]